# Элеонора Кастильская (королева Англии)
Элеонора Кастильская (исп. Leonor de Castilla; 1241, Королевство Кастилия и Леон — 28 ноября 1290, Харби) — королева Англии, супруга короля Эдуарда I Плантагенета, графиня Понтье в собственном праве.

## Биография
Дочь Фердинанда III — короля Кастилии и Леона, и Жанны де Даммартен — графини Понтье. Дата рождения установлена по описаниям церемонии годовщины похорон (1291) — было 49 свечей, означавших продолжительность жизни. Поскольку Фердинанд вернулся с войны в Андалузии в феврале 1241-го, то вероятно Элеонора родилась в конце этого года.
Предназначалась в жёны Тибо II — королю Наварры. Но его мать Маргарита де Бурбон в 1252 году расстроила этот брак.
В 1254 году брат Элеоноры Альфонс X заключил договор с Генрихом III Английским, суть которого состояла в том, что сын Генриха Эдуард женится на его сестре и в приданое получает сомнительные права кастильских королей на южнофранцузское герцогство Гасконь.
Свадьба состоялась в Бургосе 18 октября 1254 года.
О первых годах жизни Элеоноры в Англии практически ничего не известно. Во время баронской смуты 1260-х она активно поддерживала интересы мужа, вызвав из своего графства Понтье (унаследованного от матери) отряд лучников. Во время пленения Эдуарда содержалась под охраной в Вестминстерском дворце.
С 1266 года, когда восставшие бароны были разбиты в битве при Ившеме, Эдуард начал играть значительную роль в управлении государством, и Элеонора как его жена стала считаться одной из важных политических фигур.
В 1270 сопровождала мужа в крестовый поход. Во время осады Акра Эдуард был ранен кинжалом и решил возвращаться домой. Супруги покинули Палестину в сентябре 1272 года и по пути в Англию узнали о смерти короля Генриха III.
Став королевой, Элеонора сопровождала мужа во всех военных походах. Во время одного из них, в Уэльсе, в 1284 году родила сына Эдуарда, который там же был коронован как принц Уэльский.
Элеонора умерла 28 ноября 1290 года и была похоронена в Вестминстерском аббатстве.
В память о ней Эдуард приказал соорудить множество крестов, в том числе знаменитый Черинг Кросс.

## Дети
Элеонора родила 16 детей, из которых до совершеннолетия дожили шестеро:
- Элеонора (1269—1297), с 1293 жена Генриха III, графа Бара
- Джоанна (1272—1307)
- Мария (1278—1332), монахиня в Амсбери
- Маргарита (1279—1318), жена (1290) герцога Жана II Брабантского
- Елизавета (1282—1316), 1-й муж (1297) Ян I Голландский, 2-й муж (1302) — Хамфри де Богун, граф Херефорд.
- Эдуард (1284—1327) — первый принц Уэльский, будущий король Эдуард II.